# 114년

## 연호
- 후한(後漢) 원초(元初) 원년

## 기년
- 후한(後漢) 안제(安帝) 8년
- 신라(新羅) 지마 이사금(祗摩泥師今) 3년
- 고구려(高句麗) 태조대왕(太祖大王) 62년
- 백제(百濟) 기루왕(己婁王) 38년